# تلبيد
التلبيد أو عملية التصليد الحراري (بالإنجليزية: Sintering)‏هي طريقة تستخدم تقنية التصليد الحراري للحصول على منتجات من المساحيق وذلك من خلال تسخين المادة إلى درجة حرارة أقل من درجة حرارة الانصهار، وبذلك تلتصق ذرات المادة -التي على شكل المسحوق- ببعضها البعض. تعتبر هذه الطريقة تقليدية في عملية تصنيع المواد السيراميكية وأيضاً في مجال تقانة المساحيق.
التصليد في علم الفلزات هو معاملة المعادن وسبائكها لإكسابها صلادة كلية أو سطحية. وتوجد طرق مختلفة لتصليد المعادن تبعاً للنتيجة المطلوبة، فالصلب مثلاً تزداد صلادته إذا اتحد مع بعض العناصر الأخرى بنسب معينة، أو سخن إلى درجة معينة ثم برد تبريداً فجائياً. وتكتسب السبائك الأخرى صلادتها تدريجياً بعد معاملتها بالحرارة إلى أن تصل إلى أقصى درجة للصلادة. وقد يلزم الحصول على الجسم من صلب طري يتحمل الصدمات، بشرط أن يكون سطحه صلداً، مثل العدد المختلفة وبعض أجزاء الآلات، وحينئذ تجري عملية التصليد بطلاء سطح الجسم المصنوع من الصلب الطري بمادة عازلة، فيما عدا الجزء المطلوب تصليده، ثم غمر الجسم في مسحوق من مادة غنية بالكربون (فحم الخشب عادة)، ويسخن إلى درجة عالية فترة معينة يتم فيها اتحاد الحديد والكربون في طبقة رقيقة من الجسم، شديدة الصلادة، ويبقى الجزء الداخلي من الجسم محتفظاً بخواصه الأصلية. ويعتمد عمق الطبقة الصلدة في الجسم المذكور على فترة التسخين مع الفحم، ولذلك يختلف طول فترة التسخين تبعاً لسمك الطبقة الصلدة المطلوبة. وثمة معالجة حرارية أخرى، يتم فيها التصليد باستخدام غاز النتروجين بدلاً من الكربون، ويعالج الجسم بغاز الأمونيا في درجة الحرارة 500 م، ويتم التصليد أيضاً عند سباكة المعادن بتبريدها فجائياً دون استخدام مادة ما، ويكون في هذه الحالة قاصراً على السطوح الخارجية للمسبوكات، لأنها تتعرض لسرعة تبريد أكثر من باقي أجزاء المعدن عند ملامستها لسطح قالب السباكة. وتصنع بهذه الطريقة عجلات مركبات السكك الحديدية وغيرها. ويتم تصليد المعادن عموماً بغمسها بعد تسخينها إلى درجة معينة في حمام من الماء أو الزيت، ثم تعالج حرارياً مرة أخرى لتحسين خواصها دون فقدانها صلادتها الناتجة.

## توضيح
عند تسخين قطعة من سبيكة الفولاذ الكربوني لدرجة الاحمرار ثم غمرها فجأة في الماء فإن الفولاذ يصبح أكثر صلابة وجاسئا ولكن لا ينصح باستخدامه وهو على هذه الحالة القصفة على نطاق واسع في التطبيقات المختلفة إلا بعد جعله أكثر مرونة وصلادة.
فإن عملية التصليب تعطى الصلابة والجساءة في مرحلة المارتنزيت الذي يمنعها من التطور إلى مرحلة التروستايت وهي تكوينات من الفريت والسمنتيت والتي تعطي الفولاذ مرونة وصلادة أكثر وتقسيه أكثر ويمكن الوصول إليها بطريقتين:
1. إما بإعادة تسخين الفولاذ الكربوني إلى 450 درجة فهرنهايت والتي يبدأ عندها التروستايت بالتكون حتى 750 درجه فهرنهايت حتى يتحول إلى فولاذ مرن. تختلف درجة مرونته وصلادته بالتحكم في درجة الحرارة.
2. إما أن تكون عملية التبريد في المرحلة الأولى بالغمر في الزيت بدلا من الماء حيث يكون التبريد بسرعة أقل مما يعطى فرصة للتروستايت بالتكون وهذا ما يسمى بالتصليد.وفيها تؤخذ كمية التروستايت على أنها مؤشر لدرجة الصلادة.تماما مثلما تؤخذ كمية تواجد المارتنزيت على أنها مؤشر لدرجة صلابة وجساءة الفولاذ.وكذلك تؤخذ كمية تواجد البيرليت على أنها مؤشر لدرجة لدونة الفولاذ.

## فوائد العملية
- درجة نقاوة عالية للمادة الأولية وتناسق كبير للحبيبات.
- المحافظة على درجة النقاوة الأولية لدى تتالي مراحل التصنيع
- توازن المراحل المتكررة عبر ضبط حجم الحبيبة لدى البدء بالتصنيع.
- غياب عيوب التصنيع (كظاهرة فصل الحبيبات وظهور المواد الشائبة) في المنتج النهائي كما يحصل في عملية صب المعادن.
- عدم الحاجة لتغيير معالم الحبيبات من أجل الحصول على تطاول موجّه.

## تلبيد المواد السيراميكية
يمكن الحديث هنا عن تصنيف بسيط لأنواع عمليات التلبيد:
- التلبيد في الحالة الصلبة
- التلبيد في الحالة السائلة
- التلبيد اللزج: نوع أخر من التلبيد هو التلبيد اللزج. في هذه الحالة يجري سائل أو زجاج لزج عند درجة حرارة التلبيد تحت تأثير القوى الشعرية للمسامات ليردم مسامية الجسم. المثال البسيط نوعاً ما للتلبيد اللزج هو جسم زجاجي مسامي (جزيئات زجاجية متراصة مثلاً). مثال أكثر تعقيداً هو تصنيع المواد السيراميكية ذات أساس غضاري (البورسلان مثلاً) من مزيج من مواد خام أولية طبيعية. تقود عمليات التفاعل الكيميائي وتشكل السائل والجريان اللزج للسائل في المسامات إلى جسم كثيف مؤلف، بعد التبريد، من بنية مجهرية ذات حبيبات متبلورة وأطوار زجاجية. تسمى هذه الحالة الأكثر تعقيداً في التلبيد اللزج ابتداءً من مواد ذات أساس غضاري بمصطلح التزجيج.

## إجهادات التصلب
يجب أن نتذكر دائما ان التصليد ليس فقط بتطرية الفولاذ من خلال نفوذ التروستايت ولكن أيضا بالتحرر من الإجهادات التي سببتها عملية التصلب. ولا يجب أن يبعد عن أنظارنا هذا العامل الأخير. وكلما زادت درجة حرارة التطرية كلما حصلنا على صلب أجود.

## ألوان التصلد
لقد أمدتنا الطبيعة بخاصية مفيدة تساعدنا على التعرف على درجة حرارة التصلد وذلك كما يلي: إذا أتينا بقطعة فولاذ مصلب وقمنا بصنفرة سطحها ثم قمنا بعملية تسخين لهذا السطح إلى درجات حرارة تتراوح بين 420 إلى 625 درجة فهرنهايت في وجود الهواء فإنه نتيجة الصدأ المتكون يتحول لونها تدريجيا مع ارتفاع درجات الحرارة من اللون الأصفر الباهت مرورا بدرجاته المختلفة والبني والبنفسجي وصولا إلى اللون الأزرق. مما يساعدنا على التعرف على درجة الصلادة التي وصل إليها.

### عيوب طريقة الألوان
من أهم عيوب هذه الطريقة هو اعتمادها على عامل الوقت وكذلك الاختلاف في درجة الحرارة بين الفرن وسبيكة الفولاذ مما يشكك في صحة اللون المعبر عن درجة التصلد. بعض صانعي الأدوات الفولاذية المصلدة ذكروا أن الكفاءة متساوية في حالة الحصول على اللون عن طريق التسخين عند درجة حرارة عالية لفترة زمنية قصيرة أو التسخين عند درجة حرارة أقل لفترة زمنية أطول.

### تصليد العمق
من الواضح أن طريقة الألوان تصلح للمعدات ذات الاستخدام لأسطحها. أما المعدات التي نحتاج لصلادة عمقها وبالتالي نحتاج للتساوي في صلادة جميع أجزائها والتساوي في درجة التخلص من الإجهادات الناشئة عن عملية التصلب وهذه يمكن تحقيقها فقط بالتسخين الشامل لدرجة حرارة معينة وفي مثل كل الأحوال يمكن التسخين الشامل حتى 360 درجة وهذا أفضل من التسخين السطحي حتى 460 درجة مما يحسن النتائج أفضل من طريقة الألوان.

### التبريد بالغمر بعد التصليد
نحتاج للتبريد فور الحصول على درجة الحرارة المنشودة حتى لا تزيد ارتفاع درجة حرارة الشغلة عن المطلوب.و كذلك للتحكم في حجم جزيئات الشغلة. ولكن هناك عيوب واضحة لطريقة الغمر ألا وهي أن الشغلة إذا كانت تتكون من عدة أجزاء فإن الأسطح قد لا تكون عند نفس درجة الحرارة فتصبح درجة التصلد غير متساوية مما يسبب مشاكل عند التشغيل.كما أن عملية الغمر تتسبب في إجهادات إضافية.

### استخدام حمامات السوائل
إن استخدام حمام للشغلة يفيد في منع التسخين الزائد لكل أجزاء الشغلة مما يعطي صلادة متساوية لكل الأجزاء كما أنه يحد من حدوث إجهادات إضافية كالتي تحدث في حالة الغمر.ومن المميزات الإضافية لهذه الطريقة تقليل تكلفة العمالة. تطبيق في تصنيع تروس السيارات: إن من أفضل الأمثلة على كفاءة طريقة حمامات السوائل تتضح في تصنيع تروس السيارات. حيث تكون أسنان التروس رفيعة جدا بالنسبة لحجم الترس فلو تم استخدام طريقة الألوان فإن التروس المفروض أن تكون أكثر جزء صلادة في الترس فسوف تحصل على التصلد أولا مما يجعلها أضعف من باقي الجسم فتتآكل سريعا، أما في حالة التصليد للترس كاملا وهو يدور حول عمود حديدي ساخن فإن الترس يتعرض للتسخين الشامل وباستخدام طريقة حمامات السوائل فيصبح الترس كاملا بجميع أجزائه على نفس الدرجة من الصلادة.

### ضبط درجات الحرارة
في عملية التصليد لا نحتاج لأن نعطى أهمية كبيرة للوصول لدرجة الحرارة المضبوطة. في حالة الصلب الكربوني عادة ما يكون مدى التصليب متقارب. ويحدث بصفة متسارعة وحتى أن الاختلاف بين درجتي الحرارة 15 درجة فهرنهايت و20 درجة فهرنهايت قد يسبب مشاكل كبيرة ويعطى فروق كبيرة في النتائج.

## طرق التصليد
عملية التصليد تعتمد على طبيعة الأداة أو الجزء المراد تصليده وهناك طرق كثيرة للتصليد أكثرها شيوعا:
- جهاز صفيحة التصليد: يتكون عموما من صفيحة مستوية ذات سطح ناعم من الحديد الزهر تسخن من أسفل بطرق مختلفة وتوضع فوقها الشغلة المراد تصليدها ويتم التسخين حتى تصل الشغلة إلى اللون المناسب لدرجة التصلد المطلوبة ويتم غمرها بالسائل.
- الحمام الرملي: يتم استخدامه للشغلات الصغيرة
- الحمام الزيتي: يستخدم عند عمل تصليد في حدود لا تزيد كثيرا عن 500 درجه فهرنهايت.
- حمام الأملاح: تستخدم في حالة عمليات التصليد لدرجات الحرارة أعلى من المستخدمة في حالة الحمام الزيتي من 450 درجة فهرنهايت إلى 1000 درجة فهرنهايت. وتكون فيها الأملاح من نوعين «نيترات البوتاسيوم ونيترات الصوديوم بنسبة 2:3».
- حمامات الرصاص: تستخدم فيها سبائك الرصاص التي تنصهر عند «من 610 درجة فهرنهايت إلى 630 درجة فهرنهايت» وبالتالي فهي تستخدم لعمليات التصليد لدرجات حرارة أعلى من درجة حرارة انصهارها.

## طريقة التعامل مع الشغلة
في حالة حمامات الزيت وكذلك الحمامات الملحية توضع القطعة الفولاذية الصلبة المراد تصليدها في سلة معدنية من السلك والتي تهبط بالشغلة داخل الزيت.وبهذه الطريقة يمكن عمل التصليد للعديد من القطع في وقت واحد بالإضافة لكونها تعمل على منع القطع الفولاذية من التلامس مع جدران أو قاع تنك الزيت والتي بدورها أسخن من الزيت. كما أنه ينصح بأنه كلما أمكن يجب السماح بتسخين القطع الفولاذية الصلبة تدريجيا إلى درجات الحرارة المطلوبة مع تسخين الزيت.وليس غمرها في الزيت بعد وصول الزيت لأعلى تسخين.فيمكن غمر القطع الفولاذية في الزيت بعد وصول درجة حرارة الزيت إلى 200 -300 درجة فهرنهايت ثم ترك الإثنين لترتفع درجة حرارتهما معا تدريجيا حتى الوصول للحرارة المنشودة. والسبب في ذلك هو أن التسخين التدريجي يسمح للحرارة بالاختراق لأعماق الشغلة تدريجيا مما يقلل الفروق في الحرارة بين السطح الخارجي للقطعة وعمقها الداخلي فلا يعطى ذلك الفرصة لتكون أي شروخ داخلية. أما التسخين المفاجئ فإنه يعطي القابلية لتكوين إجهادات جديدة والتي يجب التغلب عليها. ويلاحظ هنا أن طول الفترة الزمنية المطلوبة لإحداث التصلد تتوقف على حجم وطبيعة القطعة التي يتم معالجتها فمثلا حوالي ربع الساعة بعد الوصول لأقصى درجة حرارة مطلوبة تكون كافية لإتمام عملية التصليد للقطع الصغيرة كالعدة والتروس أما القطع الكبيرة فتحتاج لوقت أطول. بعد إتمام عملية التسخين فإنه للتبريد ترفع القطع الصغيرة كالتروس وتوضع في الهواء للتبريد وهذا يكفي. أما القطع الكبيرة كقوالب السباكة وغيرها فإنها تبرد في الزيت حتى لا تتشكل إجهادات داخلية.

## معرض صور

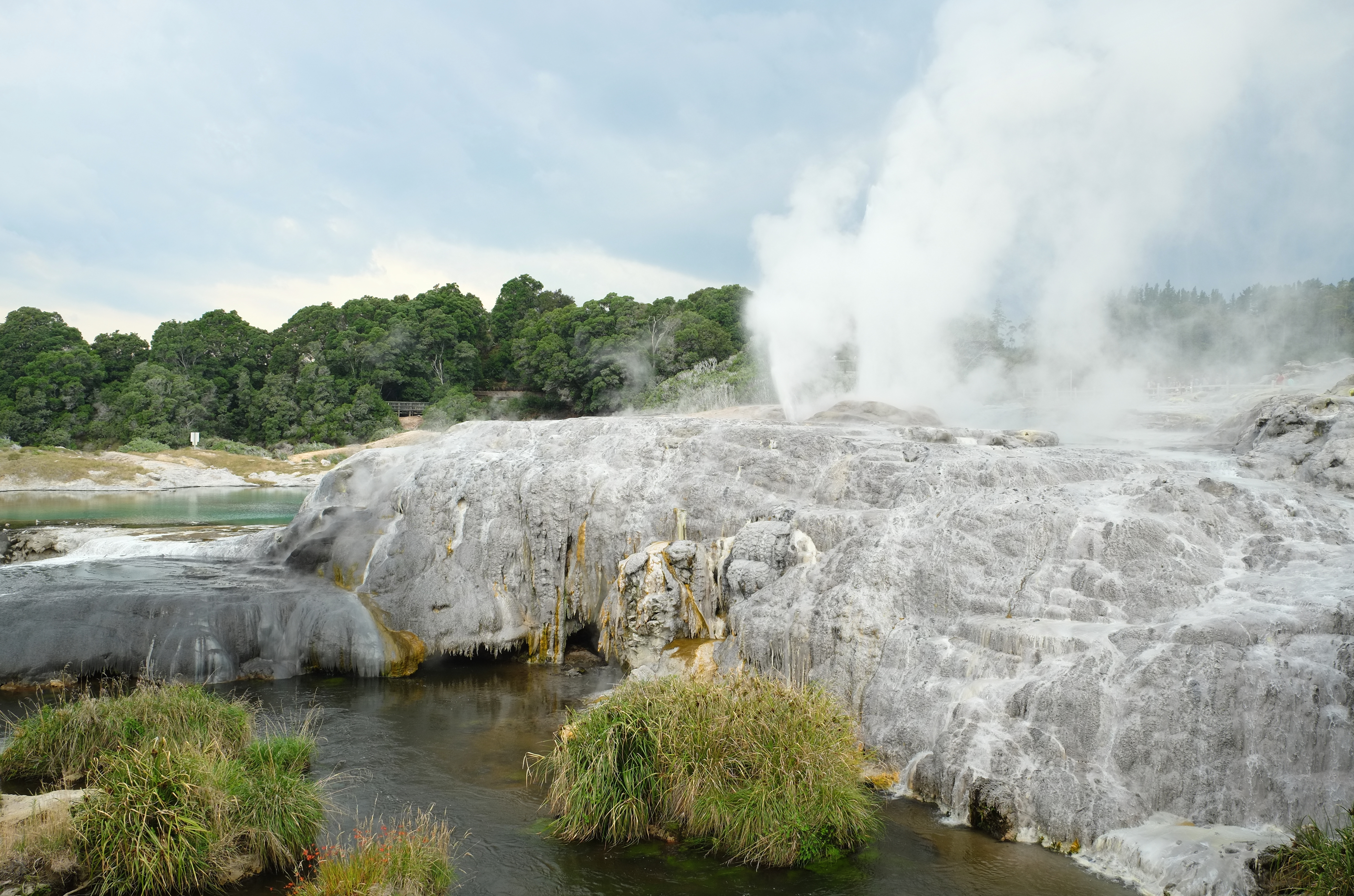
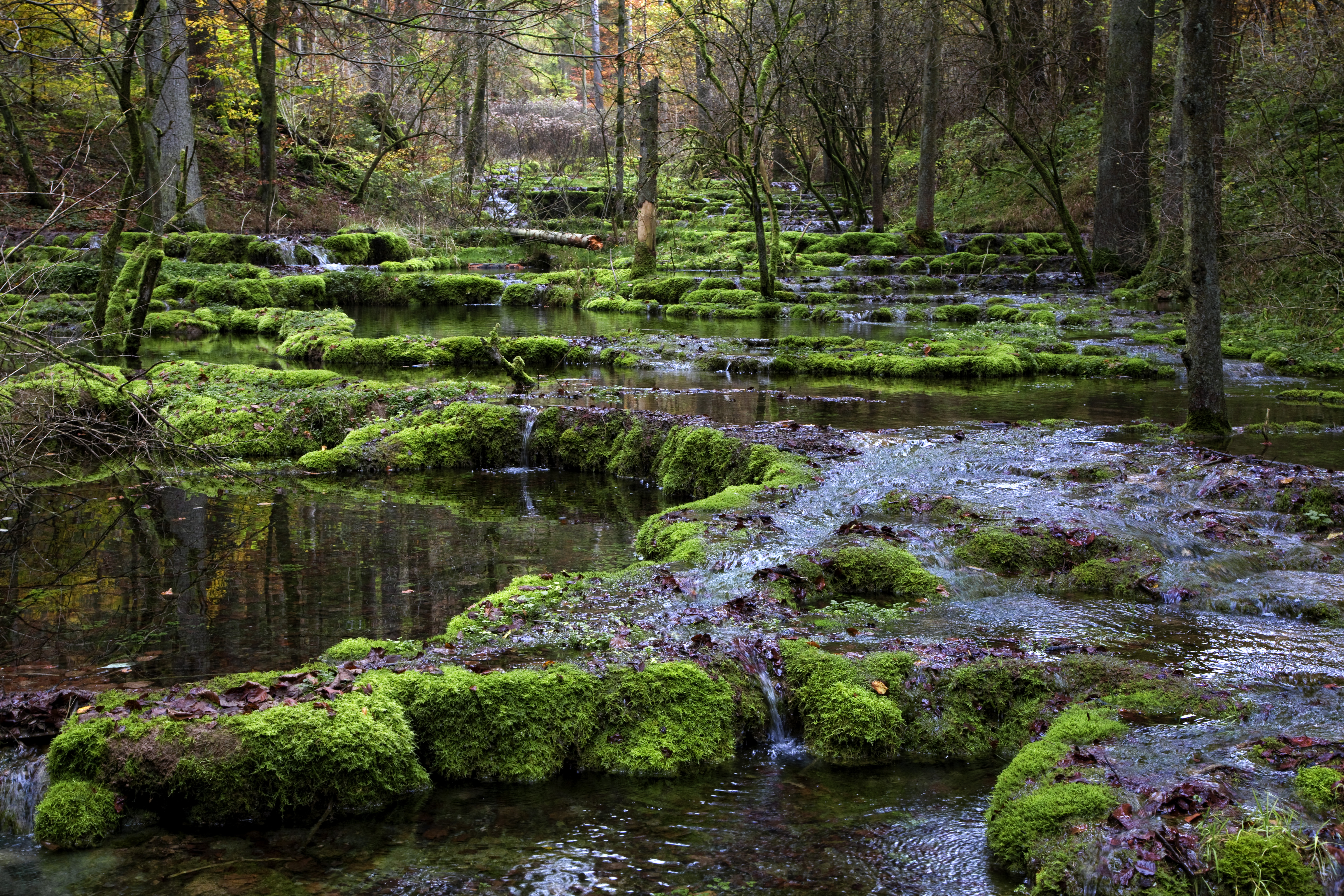
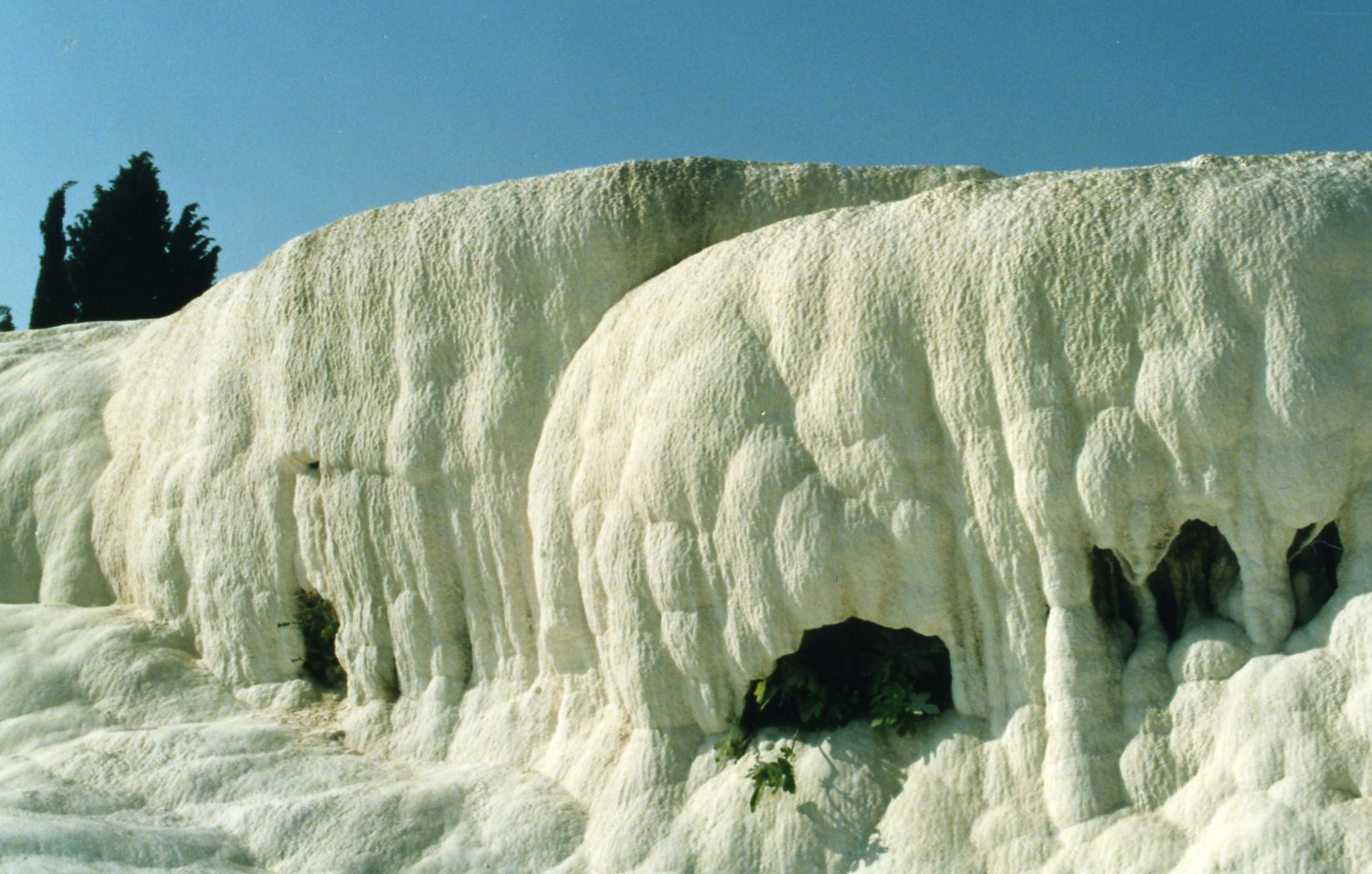
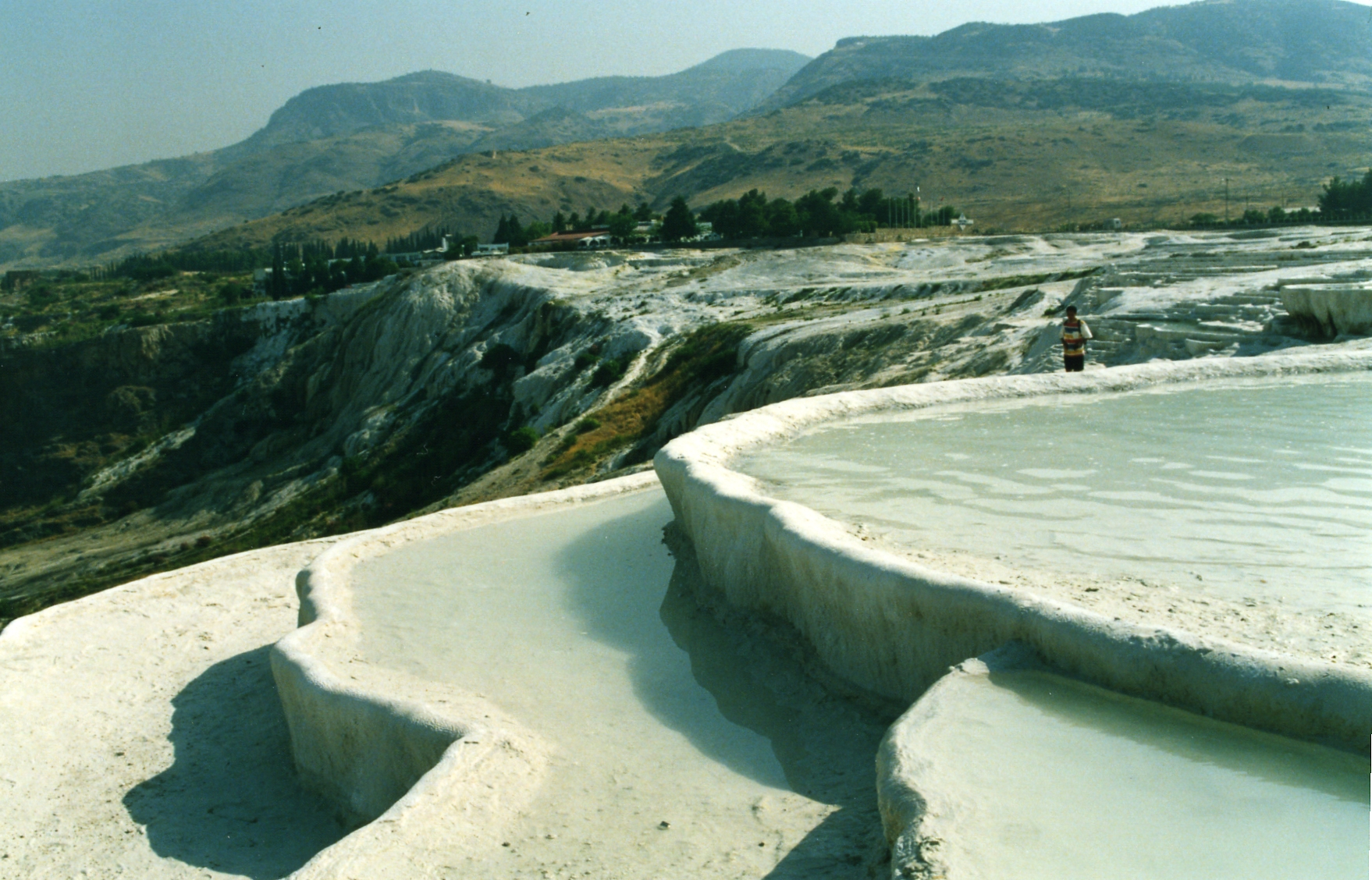